# 2. Handball-Bundesliga (Frauen) 1985/86
Die 2. Handball-Bundesliga (Frauen) 1985/86 war die erste Spielzeit in der Geschichte der 2. Bundesliga  (Frauen). Sie löste die Handball-Regionalliga (Frauen) als bisher zweithöchste Spielklasse im Handball ab und wurde in den Staffeln Nord und Süd ausgetragen.

## Saisonverlauf
Die Saison begann am 21. September 1985   und endete mit dem letzten Spieltag am 3. Mai 1986. Aus der Staffel Nord stieg der SV Süd Braunschweig, aus der Staffel Süd der VfL Sindelfingen in die 1. Bundesliga auf.

## Staffel Nord

### Abschlusstabelle
| Pl. | Verein                   | Sp. | S  | U | N  | Tore      | Diff. | Punkte  |
| --- | ------------------------ | --- | -- | - | -- | --------- | ----- | ------- |
| 1.  | SV Süd Braunschweig      | 18  | 14 | 1 | 3  | 0330:2780 | +52   | 029:70  |
| 2.  | Holstein Kiel (A)        | 18  | 12 | 2 | 4  | 0358:2880 | +70   | 026:100 |
| 3.  | Olympia Brühl            | 18  | 12 | 2 | 4  | 0299:2600 | +39   | 026:100 |
| 4.  | TSV Nord Harrislee       | 18  | 9  | 4 | 5  | 0356:3210 | +35   | 022:140 |
| 5.  | TH Eilbeck (A)           | 18  | 10 | 2 | 6  | 0345:3200 | +25   | 022:140 |
| 6.  | TuS Eintracht Minden (A) | 18  | 8  | 2 | 8  | 0289:2710 | +18   | 018:180 |
| 7.  | MTV Herzhorn (A)         | 18  | 6  | 3 | 9  | 0300:2810 | +19   | 015:210 |
| 8.  | Bayer Uerdingen (A)      | 18  | 7  | 1 | 10 | 0316:3440 | −28   | 015:210 |
| 9.  | Düsseldorfer SV 04       | 18  | 3  | 1 | 14 | 0251:3290 | −78   | 07:290  |
| 10. | Reinickendorfer Füchse   | 18  | 0  | 0 | 18 | 0237:3890 | −152  | 00:360  |

Aufsteiger in die 1. Bundesliga: SV Süd Braunschweig

Absteiger aus der 1. Bundesliga: SC Germania List und TSV Jarplund-Weding

Absteiger in die Regionalligen: Bayer Uerdingen, Düsseldorfer SV 04 und Reinickendorfer Füchse

Aufsteiger aus den Regionalligen: SC Greven 09 und TuS Alstertal

### Entscheidungen
| (A) | Absteiger aus der 1. Bundesliga 1984/85 |
| (N) | Neuling/Aufsteiger der letzten Saison   |

## Staffel Süd

### Abschlusstabelle
| Pl. | Verein                   | Sp. | S  | U | N  | Tore      | Diff. | Punkte  |
| --- | ------------------------ | --- | -- | - | -- | --------- | ----- | ------- |
| 1.. | VfL Sindelfingen (A)     | 16  | 13 | 2 | 1  | 0307:1980 | +109  | 028:40  |
| 2.  | DJK Würzburg (A)         | 16  | 12 | 1 | 3  | 0328:2280 | +100  | 025:70  |
| 3.  | TSV Dachau               | 16  | 10 | 3 | 3  | 0290:2500 | +40   | 023:90  |
| 4.  | VfB Gießen (A)           | 16  | 9  | 0 | 7  | 0301:3080 | −7    | 018:140 |
| 5.  | TSV Tempelhof-Mariendorf | 16  | 7  | 2 | 7  | 0243:2600 | −17   | 016:160 |
| 6.  | SG Kleenheim             | 16  | 6  | 1 | 9  | 0232:2620 | −30   | 013:190 |
| 7.  | HSW Humboldt Berlin (A)  | 16  | 5  | 2 | 9  | 0255:2760 | −21   | 012:200 |
| 8.  | TSF Ludwigsfeld          | 16  | 2  | 1 | 13 | 0200:2760 | −76   | 05:270  |
| 9.  | TV Pirmasens             | 16  | 2  | 0 | 14 | 0222:3200 | −98   | 04:280  |

Aufsteiger in die 1. Bundesliga: VfL Sindelfingen

Absteiger aus der 1. Bundesliga: -

Absteiger in die Regionalligen: TV Pirmasens

Aufsteiger aus den Regionalligen: DJK Schwarz-Weiß Wiesbaden und VfL Neckargartach

### Entscheidungen
| (A) | Absteiger aus der 1. Bundesliga 1984/85 |
| (N) | Neuling/Aufsteiger der letzten Saison   |